# Mia Yun
Mia Yun née en 1956 à Séoul, Corée du Sud, est une journaliste, romancière et traductrice américaine d'origine sud-coréenne.

## Biographie
Née et élevée en Corée du Sud, elle quitte son pays natal pour les États-Unis afin de poursuivre des études universitaires. Elle entre au City College de New York, où elle obtient une Master of Arts en écriture créative.
Également traductrice et journaliste, elle est collaboratrice de la Evergreen Review, dont elle est la correspondante coréenne.
Elle vit à Brooklyn (New York).

## Œuvre

### Romans
- House of the Winds, (Interlink Books, 1998) ; réédition, Penguin Books (2000) Publié en français sous le titre Les Âmes des enfants endormis, traduit par Lucie Modde, Paris, Denoël, coll. « Et d'ailleurs », 2017  (ISBN 978-2-207-13405-4)
- Translations of Beauty, (2004) ; réédition, Washington Square Press (2005)

## Prix et distinction
- 1999 : Finaliste au Independent Publisher Book Awards (en), catégorie multicultural fiction pour House of the Winds[2]